# Пинпота
Пинпота (синг. Книга добрых дел) — обычай, распространённый среди мирян-буддистов на Шри-Ланке, связанный с психологической подготовкой к кончине. В преклонном возрасте для преодоления смятения, вызываемого приближающейся смертью, пожилые люди заводят записную книжку и записывают в неё, как в дневник, совершаемые в течение дня добрые дела и поступки, а почувствовав непосредственную близость смерти, просят родственников читать пинпоту, чтобы ощутить спокойствие и уверенность в себе.